# Айдовшчина
А́йдовшчина (словен. Ajdovščina, итал. Aidussina, нем. Haidenschaft) — город и община на западе центральной части Словении.

## География
Расположен к юго-западу от Любляны, недалеко от границы с Италией, в Випавской долине, примерно в 25 км от побережья Адриатического моря.

## История
Первые точные упоминания об этих местах относят примерно к 200 году до. н. э., Айдовшчина была известна как маленький пост используемый римлянами под названием Mansio Fluvio Frigido. Позднее город упоминается также как Castra или Castrum ad Fluvio Frigido. Айдовшчина имела важное стратегическое положение в Випавское долине в нескольких битвах, среди них Битва на реке Фригид в 394 году. Кроме того, город находится на границе двух исторических областей: Крайны и Горишки. Находился под итальянским управлением с 1918 по 1945 годы, за исключением периода с 1924 по 1927 годы.

## Население
Население общины составляет 18 095 человек; население самого города — 6373 человека. По данным переписи 2002 года около 92,6 % населения общины считают своим родным языком словенский, около 1,8 % — боснийский.

## Экономика
Современный город — важный промышленный центр региона. Основные отрасли включают производство текстиля, мебели, строительных материалов, пищевую промышленность.

## Спорт
Местный футбольный клуб носит название «Приморье».

## Известные уроженцы
- Вено Пилон (1896–1970) - Художник-экспресионист.